# 오하타정
오하타정(大畑町)은 아오모리현 시모키타반도의 쓰가루 해협 부근의 해안에 위치했고. 오징어 생산지로 알려지고 있으며 낚시 등의 어업 및 임업을 했던 정이다.
2005년 3월 14일에 무쓰시에 편입되어 같은날 소멸되었고 무쓰시의 행정구역이 되었다. 

## 연혁
- 1889년 4월 1일 - 정촌제 시행에 의해 오하타촌이 성립하였다.
- 1934년 5월 1일 - 정으로 승격하였다.
- 1951년 7월 20일 - 오하타 어항이 제3종 어항으로 지정되었다.
- 2005년 3월 14일 - 시모키타군 가와우치정·와키노사와촌과 함께 무쓰시에 편입되었다.

## 교통

### 도로
- 국도 279호
- 무쓰소레야마 공원 오바타 선